# Варзино-Алексеево
Варзино-Алексеево — деревня в Алнашском районе Удмуртии, входит в Кузебаевское сельское поселение. Находится в 15 км к юго-востоку от села Алнаши и в 89 км к югу от Ижевска. Расположена на реке Варзи.
Население на 1 января 2008 года — 143 человека.

## История
В 1733 году Тевкелев Алексей Иванович выкупил у князей Аушевых Терсинскую волость и в 1758 году построил на новых землях Варзино-Алексеевский медеплавильный завод. В 1765 году, в обмен на отказ от требований вернуть незаконно захваченные земли вдоль реки Иж (территория современного города Ижевска), к заводу была приписана территория в 1494 квадратные версты и завод был освобождён от поставки меди в казну. Местные крестьяне вели упорную борьбу за освобождение от крепостной зависимости и переход в государственные ясачные крестьяне. Во время Пугачёвского бунта завод был захвачен и разрушен восставшими. В 1823 году из-за низкой рентабельности завод был закрыт.
По итогам десятой ревизии 1859 года в 24 дворах владельческого выселка Варзино-Алексеевской Елабужского уезда Вятской губернии проживало 58 жителей мужского пола и 81 женского, работала мельница.
В 1921 году, в связи с образованием Вотской автономной области, деревня передана в состав Можгинского уезда. В 1925 году она вошла в состав Варзи-Ятчинского сельсовета Алнашской волости. В 1929 году упраздняется уездно-волостное административное деление и деревня причислена к Алнашскому району. В 1929 году в СССР начинается сплошная коллективизация, в процессе которой в деревне образована сельхозартель (колхоз) «имени Азина».
В 1950 году проводится укрупнение сельхозартелей, колхозы нескольких соседних деревень объединены в один колхоз «имени Азина». В 1950 году Варзино-Алексеево перечислено в Чемошур-Куюковский сельсовет. В 1954 году Чемошур-Куюковский сельсовет упразднён и деревня перечислена в Варзи-Ятчинский сельсовет. Указом Президиума Верховного Совета УАССР от 16 декабря 1972 года деревня передана в Муважинский сельсовет, тем же указом он переименован в Кузебаевский сельсовет.
16 ноября 2004 года Кузебаевский сельсовет был преобразован в муниципальное образование «Кузебаевское» и наделён статусом сельского поселения.